# とらいあんぐるハート1・2・3 DVD EDITION
『とらいあんぐるハート1・2・3 DVD EDITION』は、ivoryが制作しJANISから2002年6月14日に発売された18禁恋愛アドベンチャーゲーム作品である。
キャッチフレーズは「いまでも、優しい恋は好きですか?」

## 概要
『とらいあんぐるハート』シリーズの本編3部作と、そのファンディスクである『ラブラブおもちゃ箱』『リリカルおもちゃ箱』収録のミニシナリオ、及び本作オリジナルのおまけシナリオ3作を収録している。ゲーム作品としては『とらいあんぐるハート』シリーズの最終作でもあり、これ以降高町なのはなどのキャラクターが登場するゲーム作品は2010年発売の『魔法少女リリカルなのはA's PORTABLE -THE BATTLE OF ACES-』
まで存在しない。
追加のおまけシナリオについては主人公にも声優がついたのが大きな特徴で、完全フルボイスとなっている。また、全作品で声優が統一されている。ゲームエンジンは『リリカルおもちゃ箱』で使われたものを改良したものに統一し、これまでの作品では対応していなかったWindows XPにも対応。また、2007年には本作をベースにWindows Vistaに対応したダウンロード版の販売が開始された。なお、オリジナル版・DVD版・ダウンロード版の間では相互にセーブデータの互換性が全くない。

## ミニシナリオ

### とらハ1外伝 ナツノカケラ
- 『とらハ1』から8ヶ月後、受験生になった真一郎たちの物語。本作はミニシナリオだが中篇ほどの長さがあり、従来アクセサリや補足シナリオなど外伝に恵まれていなかった『とらハ1』の補強作品と言える存在となっている。
- あらかじめヒロインを選ぶシステムが特徴だが、選択できるのはさくらと七瀬の二人だけ。ヒロインが『とらハ1』本来のメインヒロインである小鳥と唯子ではないのは、選択可能の二人のルートとノーマルルートをクリアすると隠しシナリオ『マナツノユメ』が発生することに理由がある。
- 登場人物の立ち絵が全て新しいものになっており、絵柄自体は『とらハ3』に合わせるよう変更されている。
- 『とらハ3』の一部のキャラクターも幼少期の姿で登場するのが特徴。

### とらハ2外伝 美緒のデンタルパニック
- 『とらハ2』から3年経った3月29日が舞台。虫歯になった美緒が引き起こしたドタバタ喜劇。シナリオとしてはごく短いもので選択肢も大きな意味を持たない。
- 本作で神咲楓がゲーム本編に初めて登場し、また『とらハ2』ではセリフだけの登場だった佐伯理恵に立ち絵が追加されるなど、キャラクターが追加されたのが特徴。
- 立ち絵は『とらハ2』『ラブラブおもちゃ箱』の絵をそのまま流用しているが、楓や理恵などは新規のイラストとなっている。

### とらハ3外伝 お正月だよ全員集合
- 『とらいあんぐるハート3 リリカルおもちゃ箱』（原作版）から8ヶ月後の海鳴の年末年始を描く。
- 全キャラクターの後日談とも言えるような内容となっている。
- 声だけや言及だけの登場を含め原則的に『とらハ1』から『とらハ3』に至るキャラクターが総登場している。また、成長した姿を見ることが出来るのは本作のみというキャラクターもいる。
- シナリオとしてはごく短く一本道な展開。

## スタッフ

### DVD版移植
- 監修：都築真紀
- 制作プロデュース：Mine、KITA-P
- ディレクション：えのもとひろあき（at　らぴす）
- プログラム：ばんだいすけ
- スクリプト：ばんだいすけ、HIRO
- 広報：シャイニング・スティンガー
- プロデュース：T-YAWA、田村ひよこ
- 企画・開発：ivory
- 発売・販売：JANIS

### おまけシナリオ制作
- 企画・原案・シナリオ・キャラクターデザイン：都築真紀
- 原画：都築真紀、かっちん
- レイアウト：都築真紀、カワサキテツヤ
- 背景：橋本慎一
- 美術設定：小原理敏
- CG監修：えのもとひろあき（at　らぴす）
- SE：AQUASAR
- BGM：OdiakeS（at Ecnemuse）、ivory SOUND STAFF

## 主題歌
オープニングテーマ『Remember Season』
作詞：都築真紀・Yuka、作曲・編曲：かっちん、歌：春野日和
エンディングテーマ『Bright Wings』（とらハ3外伝のみ）
作詞：都築真紀、作曲：happy soul man、編曲：安井歩、歌：KOTOKO、コーラス：春野日和・音乃菜摘・日向裕羅
イメージソング『Pupil』
作詞：都築真紀、作曲・編曲：かっちん、歌：日向裕羅

## 初回特典
- とらいあんぐるハート's Theme Songs History
  - 『とらハ1』から『リリカルおもちゃ箱』の歴代のテーマソング16曲と各キャラクターのトークを収録。CD単体での発売はなし。

1. キャラクタートーク 野々村小鳥（早乙女かな）
2. ちいさなぼくのうた
作詞：都築真紀、作曲・編曲：Mine
歌：早乙女かな
3. キャラクタートーク 仁村知佳（日向裕羅）
4. 風に負けないハートのかたち SS-MIX
歌：日向裕羅
作詞：都築真紀・Yuka（潮原由香）、作曲：かっちん、編曲：安井歩
5. キャラクタートーク 椎名ゆうひ（鳥居花音）
6. Nameless melodies 〜だけどきみにおくるうた〜 SS-MIX
歌：鳥居花音
作詞：都築真紀、作曲：かっちん、編曲：安井歩
7. キャラクタートーク 雪（海原エレナ）
8. リフレイン
歌：海原エレナ
作詞：Yuka・都築真紀、作曲：Mine、編曲：Mine・まりのあや
9. キャラクタートーク 神咲那美（日向裕羅）＆高町美由希（児玉さとみ）
10. 涙の誓い
歌：KOTOKO
作詞・作曲・編曲：高瀬一矢
11. キャラクタートーク 月村忍（岩田由貴）
12. 君と出会えた季節
歌：MELL
作詞：高瀬一矢・都築真紀、作曲：中沢伴行・高瀬一矢、編曲：中沢伴行
13. キャラクタートーク フィアッセ・クリステラ（長崎みなみ）＆高町美由希＆月村忍＆神咲那美
14. See you 〜小さな永遠〜
歌：KOTOKO・MELL
作詞：高瀬一矢・都築真紀、作曲・編曲：高瀬一矢
15. キャラクタートーク 高町なのは（北都南）
16. リリカル・マジック 〜素敵な魔法〜
歌：北都南
作詞：都築真紀・Yuka、作曲・編曲：かっちん
17. キャラクタートーク 高町なのは
18. 君よ、優しい風になれ
歌：KOTOKO
作詞：都築真紀・KOTOKO、作曲・編曲：高瀬一矢
19. キャラクタートーク 鷹城唯子（岩城由奈）＆野々村小鳥
20. Remember Season
歌：春野日和
作詞：都築真紀・Yuka、作曲・編曲：かっちん
21. キャラクタートーク 綺堂さくら（鳥居花音）＆春原七瀬（カンザキカナリ）
22. Pupil
歌：日向裕羅
作詞：都築真紀、作曲・編曲：かっちん
23. キャラクタートーク フィアッセ・クリステラ＆シェリー/セルフィ・アルバレット（春野日和）＆フィリス・矢沢（音乃菜摘）＆仁村知佳
24. Bright Wings
歌：KOTOKO、コーラス：春野日和・音乃菜摘・日向裕羅
作詞：都築真紀、作曲：happy soul man、編曲：安井歩
25. キャラクタートーク 野々村小鳥
26. ちいさなぼくのうた 〜Under the Sky version〜
歌：早乙女かな
作詞：都築真紀、作曲・編曲：Mine
27. キャラクタートーク オマケ紹介
28. 風に負けないハートのかたち（Original）
歌：日向裕羅
作詞：都築真紀・Yuka、作曲・編曲：かっちん
29. Nameless melodies 〜だけどきみにおくるうた〜（Original）
歌：鳥居花音・遊魚静
作詞：潮原由香、作曲・編曲：かっちん
30. キャラクタートーク エンディング